# Grup d'afinitat
Un grup d'afinitat és un petit grup d'activistes (usualment de tres a vint) que treballen junts en acció directa. És un grup no jeràrquic, usualment format per amics de confiança i altres persones de similar pensament. És un mètode d'organització altament eficient, perquè moltes tasques requereixen un nombre de persones treballant en diferents àrees. L'ús de grups d'afinitat també serveix per a mantenir informació dintre del grup i evitar, per exemple, infiltrats de la policia.
L'ús de grups d'afinitat pot tenir diversos orígens en diversos temps, un d'aquests data de l'Espanya del segle xix, que eren anomenats tertúlies pels anarquistes espanyols. Es van tornar populars en el moviment antinuclear als Estats Units. Avui dia, són emprats per varis i diferents grups activistes: pro drets dels animals, ambientalistes, anti-guerra o antimilitaristes, i els grups antiglobalització, per posar alguns exemples.